# Antonio Enrico Felle
Antonio Enrico Felle (* 24. Dezember 1962 in Bari) ist ein italienischer Christlicher Archäologe.

## Leben
Er lehrt als Professor für christliche und mittelalterliche Epigraphik an der Universität Bari und Gastprofessor für christliche Epigraphik am Institutum Patristicum Augustinianum.

## Schriften (Auswahl)
- Concordanze delle Inscriptiones Graecae Christianae Veteres Occidentis. Bari 1991, ISBN 88-7228-090-7.
- Inscriptiones Christianae Italiae. VIII: Regio II. Hirpini. Bari 1993, OCLC 174009325.
- Inscriptiones Christianae urbis Romae, n.s.. Concordantiae verborum, nominum et imaginum. Tituli graeci. Bari 1997, ISBN 88-7228-173-3.
- Biblia epigraphica. La Sacra Scrittura nella documentazione epigrafica dell’ „Orbis Christianus antiquus“ (III–VIII secolo). Bari 2006, ISBN 88-7228-471-6.
- als Herausgeber mit Anita Rocco: Off the beaten track. Epigraphy at the borders. Proceedings of 6th Eagle International Event (24–25 September 2015, Bari, Italy). Oxford 2016, ISBN 9781784913229.